# Мильцау
Мильцау (нем. Milzau) — деревня в Германии, в земле Саксония-Анхальт. Входит в состав города Бад-Лаухштедт района Зале.
Впервые упоминается между 880 и 899 годами.
Ранее Мильцау имела статус общины (коммуны), подразделявшейся на 5 сельских округов. Население составляло 920 человек (на 31 декабря 2022 года). Занимала площадь 17,34 км². 1 января 2010 года вошла в состав города Бад-Лаухштедт.